# Capela de Santo Antônio do Engenho Novo
A Capela de Santo Antônio do Engenho Novo fica na Usina Nossa Senhora das Maravilhas em Goiana, Pernambuco, nela foi sepultado o herói da Restauração Pernambucana, André Vidal de Negreiros.
A construção iniciada no século XVI num engenho do próprio André Vidal de Negreiros e não apresenta nenhum estilo próprio. O oratório é simples e não possui muitas imagens. A capela é considerada Patrimônio Histórico Nacional pelo IPHAN desde 1938.

## História

### O local
Goiana está localizada na região da Mata Norte de Pernambuco, estando aproximadamente à 60km do Recife. Em seus tempos antigos era habitada por índios caetés e Potiguares e pode ser considerada como um dos núcleos de colonização mais antigos do nordeste brasileiro. Por volta de 1568 foi considerada como freguesia, seguindo de vila em torno de 1711 e de cidade em 1840, elevando sua categoria respectivamente. Também foi feita de sede da capitania de Itamaracá diversas vezes.
Participando de diversos movimentos libertários da Província de Pernambuco, foi a primeira cidade brasileira a libertar todos os seus escravos por decreto. Este fato ocorreu em 25 de março de 1888, antes mesmo da Lei Áurea.

### Contexto do Brasil Colônia e Império
O patrimônio arquitetônico religioso de Goiana contém diversas igrejas que datam do século XVII, sendo 8 delas tombadas pelo Instituto do Patrimônio Histórico e Artístico Nacional, desde 1938. Além dos oito templos religiosos, também é considerada pelo Instituto do Patrimônio Histórico e Artístico Nacional a capela de Santo Antônio do Engenho Novo, localizada na zona rural do município, no engenho que um dia pertenceu à um dos principais líderes da luta contra os holandeses, André Vidal de Negreiros.
Próxima ao engenho novo está localizada a Usina Nossa Senhora das Maravilhas, que deu origem a vila que foi construída por Diniz Peryllo de Albuquerque Melo. Estas terras pertenciam a um engenho que esteve habitado por holandeses durante a invasão. Em meados do século XX uma linha férrea foi construída no local, acompanhando o curso do Rio Capibaribe Mirim até sua foz no rio Goiana.
Durante o processo de locação dos primeiros engenhos, são explícitos diversos fatores que influenciam na escolha da respectiva localização, como
- A proximidade com a água corrente e perene pois a água era a maior fonte de energia e poderia facilitar o transporte de produtos

- A proximidade com as matas devido a extração de combustível das fornalhas dos engenhos
- A distância dos índios pois em seu processo de formação e durante grande parte da sua existência, os engenhos não tinham proteção contra possíveis ataques.

Os engenhos de Pernambuco, onde está localizada a Capela de Santo Antônio, não eram muito grandes em termos geográficos.

## Características

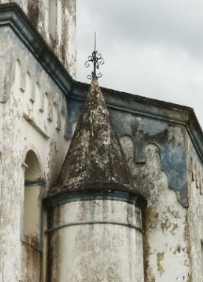
Torre lateral da Capela Santo Antônio

### Arquitetura Colonial Religiosa
Durante o período colonial brasileiro, as igrejas ou as construções de cunho religioso tinham como principal objetivo a realização de atividades como a catequese e a doutrina. Em termos de localização estavam preferencialmente em frente à terreiros abertos, onde a população poderia se reunir e andar livremente. Em sua organização espacial, era mais comum encontrar esse tipo de edificação afastados de casas, justamente para permitir uma maior interação com os arredores do local.
A Capela de Santo Antônio não é diferente. A construção datada do século XVIII está localizada com uma distância significativa da vila mais próxima, podendo ser encontrada em meio a morros e descampados de maior altitude. Desta forma, no local é possível ter uma visão periférica do que hoje é a cidade de Goiana.

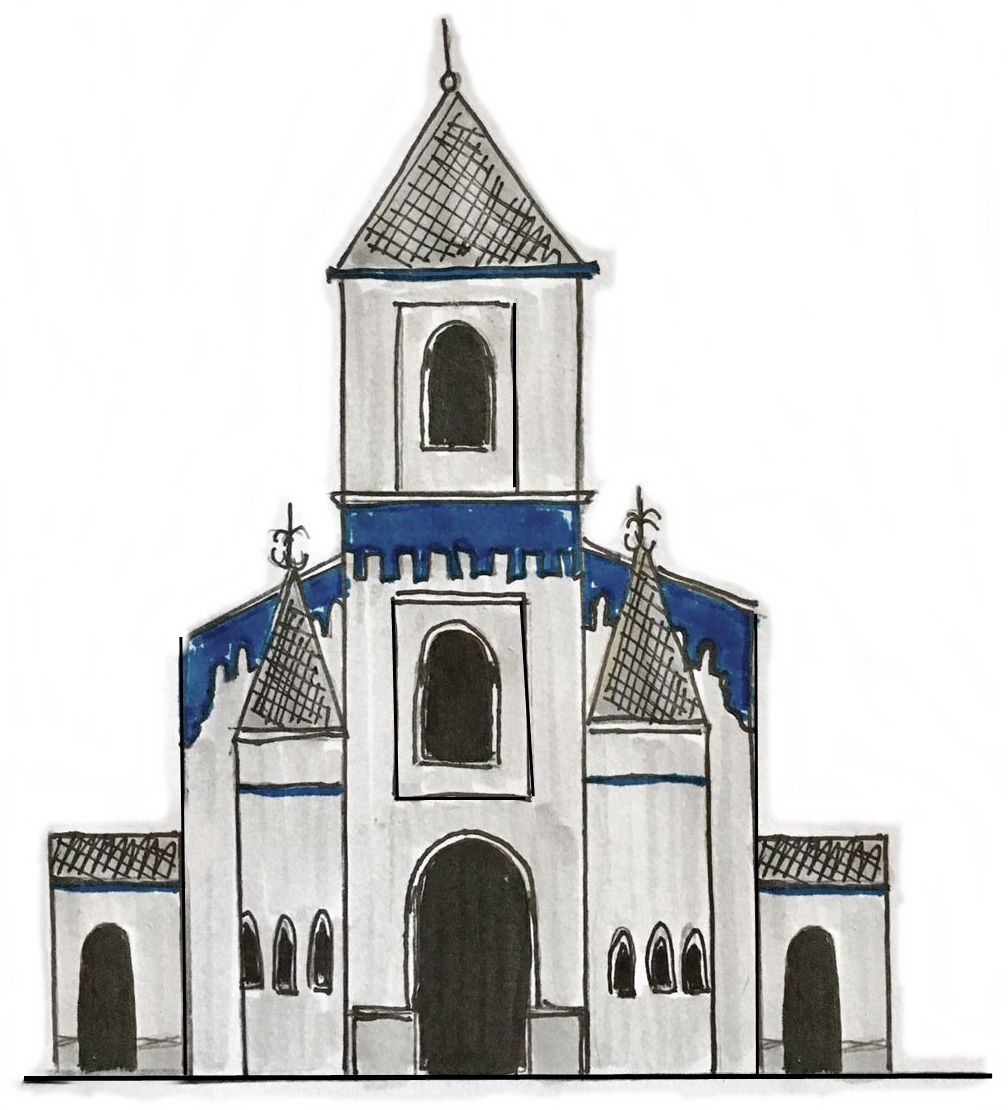
Croqui da fachada frontal da Capela de Santo Antônio

Pertencente ao Engenho Novo, cujo atual proprietário é a Usina de Santa Tereza, a capela apresenta um estilo eclético com grande influência neogótica em suas fachadas e principalmente nas torres. É importante ressaltar que a construção sofreu diversas alterações, internas e externas, ao longo dos anos. Logo, a maneira que ela é vista atualmente pode não ser condizente com a forma em que foi concebida. Atualmente exibe os aspectos de uma reforma realizada em 1654.
A capela possui três fachadas principais e um conjunto de três portas que permitem o acesso ao seu interior. No seu interior, no início da nave, encontra-se uma placa indicando o sepultamento de um herói da restauração pernambucana, André Vidal de Negreiros, fato ocorrido em 1680. André Vidal lutava contra a colonização holandesa no Brasil.

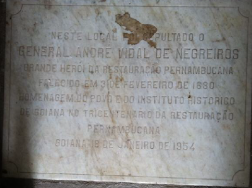
Pedra indicando o sepultamento do General André Vidal de Negreiros

É uma capela de nave única contendo apenas um oratório simples. Em geral não possui muitas imagens. Em seu estado atual não possui forro no teto e estão presentes coro e escada em madeira, além de cruzeiro e cruz feitos em pedra, estando localizados em frente a capela.

### Programa
A grande maioria dos edifícios religiosos no Brasil feitos no período colonial tem como principal finalidade a utilização para a realização de cultos religiosos e atividades relacionadas. Em termos arquitetônicos, foram muito utilizadas plantas rígidas ligadas ao estilo maneirista, com naves e capelas retangulares ou quadradas. Não eram comuns elementos orgânicos, como plantas curvas ou poligonais diversas.

### Materiais
O emprego de materiais como o tijolo em Pernambuco ocorreu muito antes do domínio holandês, apesar de que afirmam o contrário. Em locais onde se era possível encontrar barro de qualidade e não houvesse a presença de pedra e cal, utilizava-se a taipa de pilão como método construtivo para a realização das obras da época. Entende-se que a Capela de Santo Antônio do Engenho Novo é feita de tijolos devido ao seu contorno bem definido. As construções feitas de camadas de barro não apresentam sua estrutura bem definida e precisa. É provável que a capela não utilizou essa técnica.

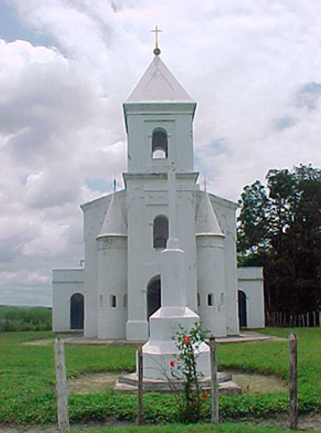
Capela Santo Antônio em processo de reforma

### Conservação
Atualmente se encontra em meio de poucas casas de trabalhadores locais e está rodeada de canaviais e árvores frutíferas. Não foi feita nenhuma restauração definitiva após se tornar patrimônio e o estado de conservação é crítico.

## Patrimônio Histórico Nacional
A capela é considerada Patrimônio Histórico Nacional pelo IPHAN desde 1938. As restaurações dos monumentos religiosos de Goiana foram iniciadas pelo IPHAN em 1991. Atualmente, já foram restaurados a Igreja Matriz do Rosário dos Homens Brancos, a de Nossa Senhora do Rosário dos Pretos, a Igreja da Soledade e seu convento, este último em trabalho realizado pelos próprios frades.
| Referências de Tombamento Federal | Livro de Belas Artes |
| Referências de Tombamento Federal | Inscrição: 228       |
| Referências de Tombamento Federal | Data: 25/10/1938     |
| Referências de Tombamento Federal | Processo: 0147-T-3B  |
| O tombamento inclui todo o seu acervo, de acordo com a Resolução do Conselho Consultivo da SPHAN, de 13/08/85, referente ao Processo Administrativo no 13/85/SPHAN. |                      |